# ロマン優光
ロマン優光 （ロマンゆうこう、本名非公表。1972年12月22日 - ）は、日本の音楽家。ニュー・ウェイヴバンド「ロマンポルシェ。」のDELAY担当。
また、ソロのパンク・ロック・ユニット「プンクボイ」（PUNKUBOI）としても活動している。高知県出身。愛光中学校・高等学校卒業、早稲田大学第一文学部中退。既婚者。

## 人物
高知県で歯科医の長男として生まれ、幼少時にクラシックピアノを習う。また、小学生の頃から本に親しみ、中学・高校時代は中高一貫校で寮生活をしていたため、ひたすら読書に勤しむ生活を送る。
上京後、大学の学園祭でライブをやっていたところ、中原昌也に誘われ暴力温泉芸者のサポートメンバーとなる。DMBQ、U.G MANらとともに、Less Than TVで「鹿コア」（この名称自体、トク（当時のロマンの愛称）が着ていたシャツの迷彩柄に由来する）と呼ばれるハードコアムーブメントの中心人物となる。1994年、ソロパンクユニット「プンクボイ」（PUNK BOYのローマ字読み。増子直純（怒髪天）命名）として活動を開始。当初はベースの弾き語りであったプンクボイの演奏形態であるが、最近はクラシック音楽の素養を生かした緻密な打ち込みをバックに暴力的なパフォーマンスを行うようになっている。
アイドルオタクでもあり、掟ポルシェとは、MCの宍戸留美目当てで渋谷WAVE1Fのサテライトスタジオで公開放送を行っていた「邦楽専科 渋谷派」（スペースシャワーTV）を一緒に観覧していた。1997年、掟に誘われて、ニュー・ウェイヴユニット「ロマンポルシェ。」を結成。「ロマン優光」はこのとき掟によって命名されたもので、「優光」は元UWFの宮戸優光に由来する。
知人の大西祥平から促されて借金の利子代わりにエッセイを書くようになる。この手書き原稿をそのまま本にしたのが処女エッセイ集「音楽家残酷物語」（ひよこ書房）である。実話BUNKAオンライン（「ブッチNEWS」より改名）に掲載されているコラム「さよなら、くまさん」は町山智浩や能町みね子が愛読者であることを公言。町山は自ら出版には関わっていないにもかかわらず、「たまむすび」（TBSラジオ）で著書「日本人の99.9%はバカ」（コア新書）をプレゼントしたこともある。
また、毎年大阪市西成区のあいりん地区で開かれる「釜ヶ崎夏祭り相撲大会」に出場している。地元の強豪を名指しして対決を挑み、土俵際で粘る見事な闘魂は、釜ヶ崎の日雇い労働者の間でも評価が高い。
エアセックスプレイヤーとしても活躍中。かつてはメイクをしていたが、最近は素顔で人前に出ることも多い。
アイドルオタクとしては、2015年より里咲りさ（ソロとしての活動と並行して、2014年から2016年までアイドルグループ・少女閣下のインターナショナル運営兼メンバーであった）のファンを公言。2016年4月21日にはOTOTOYにて「しゃちょー（里咲）が1番かわいいよ」着ボイスを発売している。

## ディスコグラフィー

### アルバム
- My Life Only Killing Time Between Masterbation（1995年11月1日）：ベース弾き語り時代の作品である。
- BREATHING OK（2007年4月13日）：上記作品からのアウトテイク、及び近年のライブ音源を収録。
- オートチューン（2012年10月24日）SiNEとのコラボレーションユニット「プンクボイシネ」
- 蠅の王、ソドムの市、その他全て（2015年8月5日）

### 映像作品
- 『任侠秘録 人間狩り』杉作J太郎監督作品　：　売れっ子のFM放送ディレクターという役柄で出演。本人の希望として「川谷拓三のようなやられ役がやりたい」というものがあり、それを受けて同作品ではある意味壮絶なやられっぷりを見せている。なお、杉作監督は中学・高校の先輩にあたる。
- 『LIVE AND THE EVIL TELEPHONE Vol.1』　：　2008/3/11 渋谷LUSHでのライブを収録。
- 『LIVE AND THE EVIL TELEPHONE Vol.2』　：　2005/8/13 に行われたLess than T.V.主催イベント「METEO NIGHT」の第1部会場恵比寿リキッドルームから代官山ユニットまで行われた路上行進ライブを収録。

### 著書
- 『音楽家残酷物語』（ひよこ書房、2004年7月）：第一回中原昌也文学賞受賞作品
- 『日本人の99.9%はバカ』（コア新書、2015年2月）
- 『間違ったサブカルで「マウンティング」してくるすべてのクズどもに』（コア新書、2016年11月）
- 『SNSは権力に忠実なバカだらけ』（コア新書、2017年12月）
- 『90年代サブカルの呪い』（コア新書、2019年3月）
- 『嘘みたいな本当の話はだいたい嘘』（コア新書、2022年9月）
- 『地下アイドルとのつきあいかた』太郎次郎社エディタス、2023.4

### 連載
- ロマン優光のさよなら、くまさん（ブッチNEWS→実話BUNKAオンライン、2014年3月 - ）
- 激論!ニッポンの正しすぎる未来（コアマガジン『実話BUNKAタブー』、2017年4月号 - ）※杉作J太郎との対談

## CM出演
- JT ルーツ（缶コーヒー）「リナ編」：高速道路のパーキングエリアで、バスから降りてバイクの前で缶コーヒーを飲む坂口憲二は高木りなに虚勢を張るが最後にばれてしまう。坂口がバスに帰ったあと、バイクに乗ろうとしている持ち主の役で出演している。